# باب اوگل
باب اوگِل (انگلیسی: Bob Ogle؛ ۲۸ مهٔ ۱۹۲۶ – ۲۵ فوریهٔ ۱۹۸۴) صداپیشه، اَنیماتور و فیلم‌نامه‌نویس اهل ایالات متحده آمریکا بود. وی بین سال‌های ۱۹۴۲ تا ۱۹۸۴ میلادی فعالیت می‌کرد.
از فیلم‌ها یا مجموعه‌های تلویزیونی که وی در آن‌ها نقش داشته است، می‌توان به کشتی تفریحی هیجان‌انگیز یوگی اشاره نمود.